# Konfederacja Polski Niepodległej – Obóz Patriotyczny

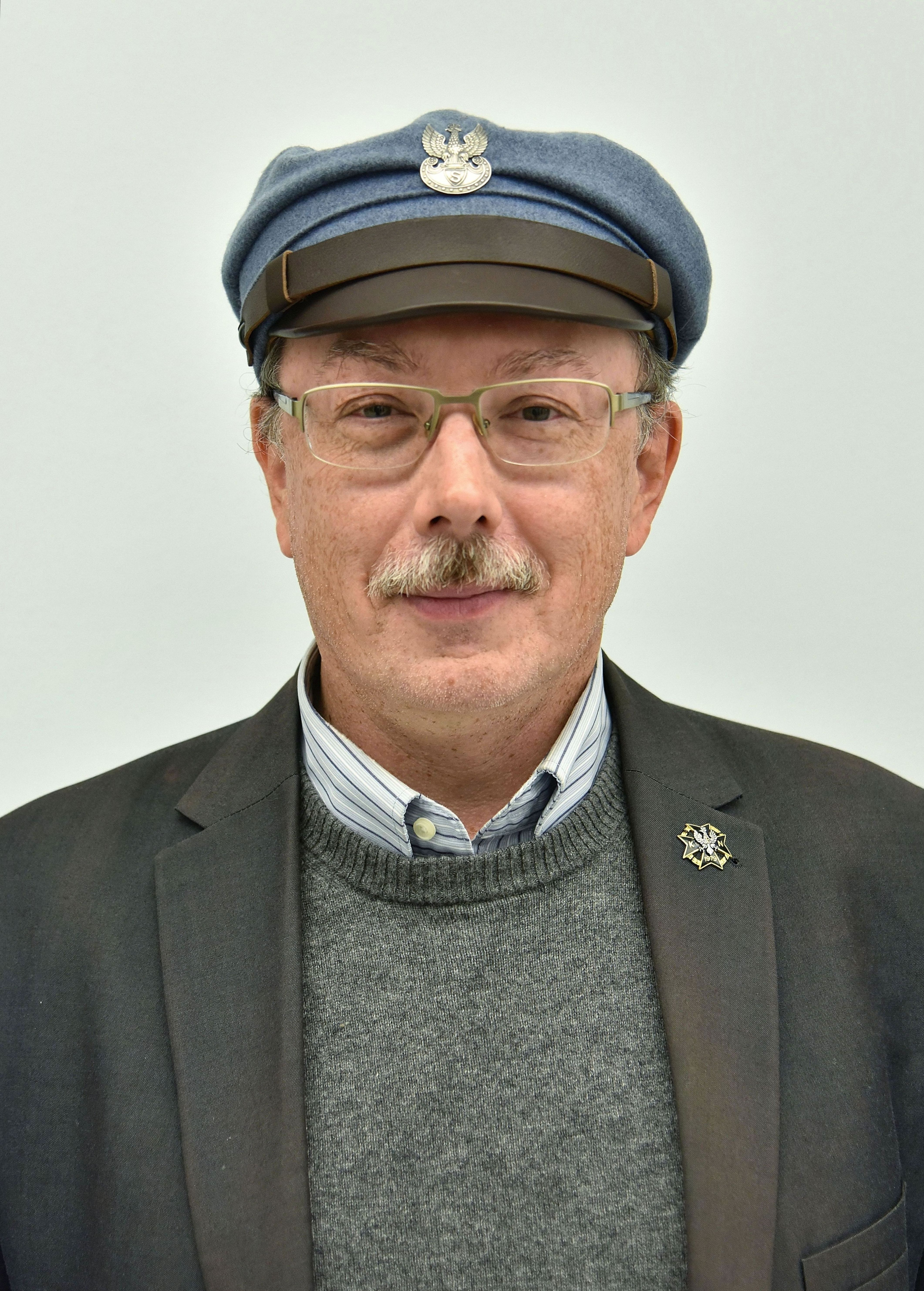
Lider KPN-OP Adam Słomka

Konfederacja Polski Niepodległej – Obóz Patriotyczny (KPN-OP) – polskie ugrupowanie polityczne, założone 16 marca 1996 przez Adama Słomkę po rozłamie w Konfederacji Polski Niepodległej. Do 2007 partia polityczna. Od 2013 ruch funkcjonuje jako Konfederacja Polski Niepodległej – Niezłomni.

## Historia

### 1996
Po rozłamie w Konfederacji Polski Niepodległej, 16 marca 1996 powołano partię o nazwie „Konfederacja Polski Niepodległej – Obóz Patriotyczny”. Posłowie, którzy przystąpili do tej formacji, wspólnie z trzema posłami wybranymi z listy BBWR, powołali w połowie maja Federacyjny Klub Parlamentarny BBWR i KPN (później działający pod nazwą Federacyjny Klub Parlamentarny na rzecz AWS). Posłami KPN-OP zostali:
- Wojciech Błasiak
- Ryszard Burski
- Grzegorz Kaczmarzyk
- Andrzej Kaźmierczak
- Robert Kościelny
- Janusz Koza
- Janina Kraus
- Krzysztof Laga
- Krzysztof Popenda
- Adam Słomka
- Leszek Smykowski
- Kazimierz Wilk

### 1997
W wyborach parlamentarnych w 1997 partia startowała z list Akcji Wyborczej Solidarność, uzyskując 8 mandatów poselskich i 1 senatorski. Posłami KPN-OP na Sejm III kadencji zostali:
- Elżbieta Adamska-Wedler
- Dorota Arciszewska-Mielewczyk
- Michał Janiszewski
- Tomasz Karwowski
- Ryszard Kędra
- Janina Kraus
- Adam Słomka
- Andrzej Zapałowski

Mandat senatora uzyskał Jerzy Borcz.

### 1998
W kwietniu 1998 Rada Krajowa AWS wykluczyła z koalicji KPN-OP i odwołała ze stanowiska wiceprzewodniczącego AWS Adama Słomkę. KPN-OP przystąpiła do nowej koalicji prawicowej – Ruch Patriotyczny Ojczyzna, w ramach której startowała w wyborach samorządowych w 1998. Powołała też własne koło poselskie, które po pewnym czasie przyjęło nazwę KPN-Ojczyzna. Do koła nie przystąpiła Dorota Arciszewska-Mielewczyk, natomiast po niedługim czasie opuściła je Elżbieta Adamska-Wedler.

### 1999
23 grudnia 1999 doszło do zmiany nazwy partii, które od tej pory występowało (podobnie jak koło sejmowe) pod nazwą Konfederacja Polski Niepodległej – Ojczyzna.

### 2000
28 maja 2000 przewodniczącym KPN-O został Michał Janiszewski. Partia od 12 lipca 2000 do marca 2001 wraz ze Stronnictwem Polska Racja Stanu wchodziła w skład Koalicji dla Polski. W wyborach prezydenckich w 2000 popieranym przez KPN-O kandydatem na urząd Prezydenta RP był szef SPRS Dariusz Grabowski, który otrzymał 89 002 głosy, tj. 0,51%.
10 grudnia 2000, po rozłamie w KPN-Ojczyzna, reaktywowano partię pod nazwą „Konfederacja Polski Niepodległej – Obóz Patriotyczny”, która działała odtąd równolegle z KPN-O. Przewodniczącym KPN-OP został Adam Słomka.

### 2001
25 lutego 2001 przewodniczącym KPN-OP został Przemysław Sytek. Przed wyborami parlamentarnymi w 2001 partia weszła w skład koalicyjnego ugrupowania „Konfederacja”, które – wykorzystawszy darmowy czas antenowy – rozwiązało się przed dniem głosowania.
Konfederacja Polski Niepodległej – Ojczyzna w tych samych wyborach (23 września) wystartowała z listy koalicji Alternatywa Ruch Społeczny (która nie weszła do Sejmu), a 11 listopada została rozwiązana. Część jej działaczy (Michał Janiszewski, Tomasz Karwowski, Janina Kraus) weszła w skład nowej partii o nazwie Alternatywa Partia Pracy, a część trafiła do Ligi Polskich Rodzin (np. Ryszard Kędra i Andrzej Zapałowski). Konfederacja Polski Niepodległej – Obóz Patriotyczny funkcjonowała nadal.

### 2002
W wyborach samorządowych KPN-OP współtworzyła komitet Konfederacja Ruch Obrony Bezrobotnych RP, który wystawił kandydatów w większości wyborów do sejmików. W skali kraju zdobył on 2,34% głosów. Był to najlepszy wynik spośród komitetów, które nie uzyskały żadnych mandatów. W niektórych okręgach KROB RP przekroczył 4% poparcia.

### 2004
W wyborach do Parlamentu Europejskiego w 2004 partia współtworzyła wraz z Ruchem Obrony Bezrobotnych i Krajowym Porozumieniem Emerytów i Rencistów Rzeczypospolitej Polskiej komitet Konfederacja Ruch Obrony Bezrobotnych, który uzyskał 0,61% poparcia (zajmując 13. miejsce).
Ponadto komitet KROB RP wystartował 12 września w wyborach uzupełniających do Senatu. W okręgu rzeszowskim Wanda Merendino zajęła 9. miejsce spośród 11 kandydatów, w okręgu katowickim Elżbieta Postulka zajęła 7. miejsce spośród 9 kandydatów, a w okręgu katowickim Krzysztof Dziwak zajął 11. miejsce spośród 13 kandydatów.

### 2005
Przed wyborami parlamentarnymi w 2005 KPN-OP weszła w skład koalicyjnej partii Polska Konfederacja – Godność i Praca, która uzyskała w wyborach do Sejmu 8 353 głosy, tj. 0,07%. Szefem KPN-OP ponownie został Adam Słomka.

### 2007
W wyborach parlamentarnych w 2007 KPN-OP wystawiła dwóch kandydatów do Senatu. Lider partii – Adam Słomka – w okręgu katowickim uzyskał 20 020 głosów, zajmując przedostatnie, 9. miejsce. W okręgu piotrkowskim Leopold Żurowski uzyskał 3 763 głosy, zajmując ostatnie, 11. miejsce.
18 grudnia partia została wykreślona z ewidencji partii politycznych (nie złożyła sprawozdania za 2006 rok), jednak ugrupowanie nie zaprzestało działalności.

### 2009
Działacze KPN-OP przed wyborami do Parlamentu Europejskiego w 2009 zarejestrowali w okręgu śląskim komitet wyborczy „Kocham Polskę”, jednak komitet przed wyborami wycofał się ze startu. Ponadto w tym samym okręgu dwóch członków KPN-OP (podających się za członków KPN) wystartowało z listy komitetu Naprzód Polsko-Piast, który otrzymał 1537 głosów, zajmując ostatnie, 11. miejsce w okręgu oraz 11. na 12 komitetów w skali kraju. Członkowie KPN-OP uzyskali łącznie 459 głosów – 392 głosy (najwięcej na liście NP-Piast) otrzymał lider listy Krzysztof Fijałkowski (rzecznik KPN-OP), zaś Tomasz Hyła uzyskał 67 głosów (najmniej na liście).

### 2010
W wyborach prezydenckich w 2010 KPN-OP poparła Kornela Morawieckiego – kandydata Solidarności Walczącej, a Adam Słomka został pełnomocnikiem wyborczym jego komitetu.
W wyborach samorządowych KPN-OP wspólnie z Solidarnością Walczącą utworzyła komitet wyborczy „Polski Kierunek”, który wystawił w 7 województwach listy do sejmików. Najlepszy wynik komitet uzyskał w województwie dolnośląskim – 0,81%. W skali kraju Polski Kierunek otrzymał 0,12% głosów (25. wynik spośród wszystkich komitetów).

### 2011
W wyborach parlamentarnych w 2011 działacze KPN-OP powołali komitet „Konfederacja Godność i Praworządność”, który wystawił 3 kandydatów do Senatu. Adam Słomka w okręgu chorzowskim i Kazimierz Świtoń w okręgu bytomsko-zabrzańskim zajęli ostatnie miejsca, a Elżbieta Postulka w okręgu obejmującym Katowice zajęła 3. miejsce spośród 4 kandydatów.

### 2013
Ugrupowanie zaczęło funkcjonować pod nazwą „Konfederacja Polski Niepodległej – Niezłomni”.

### 2014
W wyborach samorządowych w 2014 środowisko KPN-Niezłomnych (m.in. Adam Słomka i Kazimierz Świtoń) wystartowało do sejmiku śląskiego w ramach komitetu Oburzeni, który zanotował niewielkie poparcie.

### 2018
W wyborach samorządowych w 2018 środowisko KPN-Niezłomnych wystawiło Adama Słomkę na prezydenta Katowic z ramienia komitetu „Konfederacja – Ruch Kontroli Władzy”. Zajął on 5. miejsce spośród 7 kandydatów, a komitet w wyborach do rady miasta uzyskał 0,31% głosów.

### 2019
Przed wyborami parlamentarnymi w 2019 KPN-Niezłomni przyłączyli się do komitetu Prawicy Rzeczypospolitej. Po niewystawieniu przez nią list (poza jednym okręgiem) zadeklarowali kontynuowanie współpracy. Podjęli jednak bliskie związki ze Zjednoczeniem Chrześcijańskich Rodzin.